# Nyctemera bipunctella
Nyctemera bipunctella là một loài bướm đêm thuộc phân họ Arctiinae, họ Erebidae.